# Сенково (Новотомиський повіт)
Сенково (пол. Sękowo, нім. Friedenwalde) — село в Польщі, у гміні Новий Томишль Новотомиського повіту Великопольського воєводства.
Населення — 453 особи (2011).
У 1975-1998 роках село належало до Познанського воєводства.

## Демографія
Демографічна структура станом на 31 березня 2011 року:
|          | Загалом | Допрацездатний вік | Працездатний вік | Постпрацездатний вік |
| -------- | ------- | ------------------ | ---------------- | -------------------- |
| Чоловіки | 228     | 54                 | 165              | 9                    |
| Жінки    | 225     | 47                 | 149              | 29                   |
| Разом    | 453     | 101                | 314              | 38                   |